# ラジオ・ナシオナル・デ・エスパーニャ
ラジオ・ナシオナル・デ・エスパーニャ（西: Radio Nacional de España、RNE）は、スペイン・マドリード州ポスエロ・デ・アラルコンに本部を置くラジオ局。スペイン放送協会（RTVE）のラジオ事業を行うブランド名であり、テレビシオン・エスパニョーラ（TVE）と対になっている。スペイン国営ラジオとも呼ばれる。

## 歴史

### 黎明期
スペイン内戦中の1937年1月19日、RNEはサラマンカでラジオ放送を開始した。ラジオ放送によるプロパガンダの可能性が明らかになると、同年6月14日からは反乱軍のフランシスコ・フランコの影響を強く受け、スペイン国家主義の立場を取る放送機関となった。1939年のスペイン内戦終結後、1940年にはRNEの本部がマドリードに移転した。フランコ総統は民間ラジオ局に対する検閲を行い、さらにRNEはスペイン政府が承認するニュース速報を行う独占的な権利を得た。

### 発展期
1960年代からは中波の出力増大で全国に拡大した。フランコ総統が死去した1975年には大幅な改革が行われ、国外在住のスペイン人やスペイン語圏諸国を対象とする番組が増加した。

## 番組
- Radio Nacional（旧Radio 1）
- Radio Clásica（旧Radio 2）
- Radio 3 - 若者向け番組。
- Ràdio 4 - カタルーニャ語番組。
- Radio 5 - ニュース専門番組。
- Radio Exterior - 国際放送。聴取者数は8000万人と推測されており、これはBBCやバチカン放送を上回る。